# Lista de coquetéis

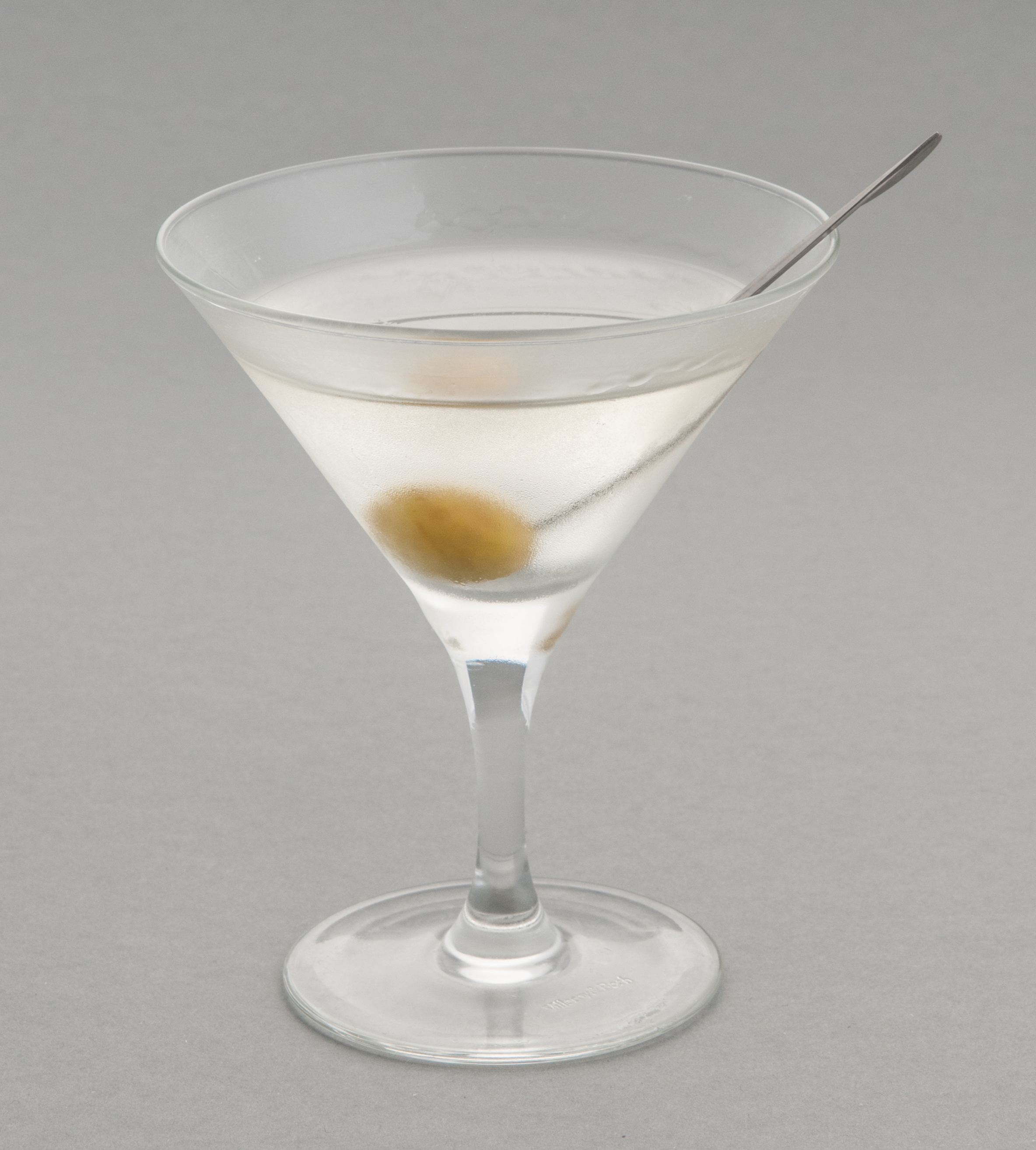
Um coquetel martíni.

Um coquetel é uma bebida mista normalmente feita com um licor destilado (como arrack, conhaque, cachaça, gim, rum, tequila, vodca ou uísque) como ingrediente base, que é então misturado com outros ingredientes ou guarnições. Licores adocicados, vinho ou cerveja também podem servir como base ou ser adicionafdos. Se a cerveja for um dos ingredientes, a bebida é chamada de coquetel de cerveja.
Os coquetéis geralmente também contêm um ou mais tipos de suco, frutas, mel, leite ou creme, especiarias ou outros aromas. Os ingredientes dos coquetéis podem variar de bartender para bartender e de região para região. Duas criações podem ter o mesmo nome, mas ter um sabor muito diferente devido às diferenças na forma como as bebidas são preparadas.
Este artigo está organizado pelo tipo principal de álcool (por volume) contido na bebida. Os coquetéis marcados com "IBA" são designados como coquetéis oficiais da IBA pela International Bartenders Association e são alguns dos coquetéis mais populares em todo o mundo.

## Absinto
- Corpse reviver
- Chrysanthemum
- Death in the Afternoon (Hemingway Champagne)
- Sazerac IBA

## Cerveja

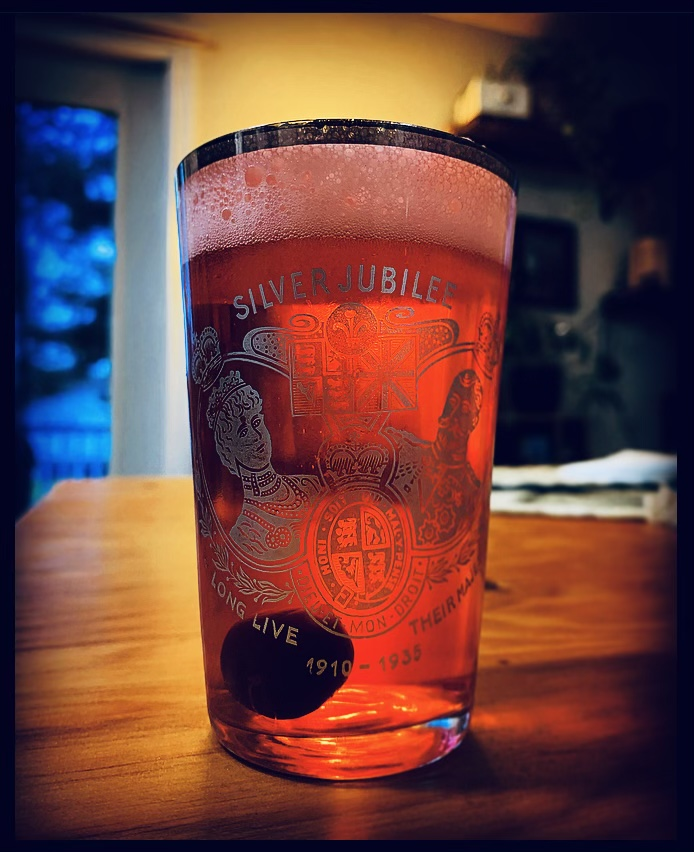
Um coquetel de cerveja Queen Mary: cerveja, granadina e cerejas marasquino.

- Black and tan
- Black velvet
- Boilermaker
- Hangman's blood
- Irish car bomb
- Michelada
- Monaco
- Porchcrawler
- Queen Mary
- Sake bomb
- Panaché
- Snakebite
- Submarino (coquetel)

## Conhaque
- Angel Face IBA
- Between the sheets IBA
- Blow my skull
- Brandy Alexander IBA
- Brandy crusta IBA
- Old Fashioned
- Manhattan
- Brandy sour
- Chicago cocktail
- Curaçao punch
- Diki-diki
- Four score
- French Connection IBA
- Hennchata
- Hoppel poppel
- Horse's neck IBA
- Incredible Hulk
- Jack Rose
- Paradise IBA
- Pisco sour IBA
- Porto flip IBA
- Savoy affair
- Savoy corpse reviver
- Sazerac IBA
- Sidecar IBA
- Singapore sling (com conhaque de cereja) IBA
- Stinger IBA
- The Blenheim
- Tom and Jerry

## Cachaça

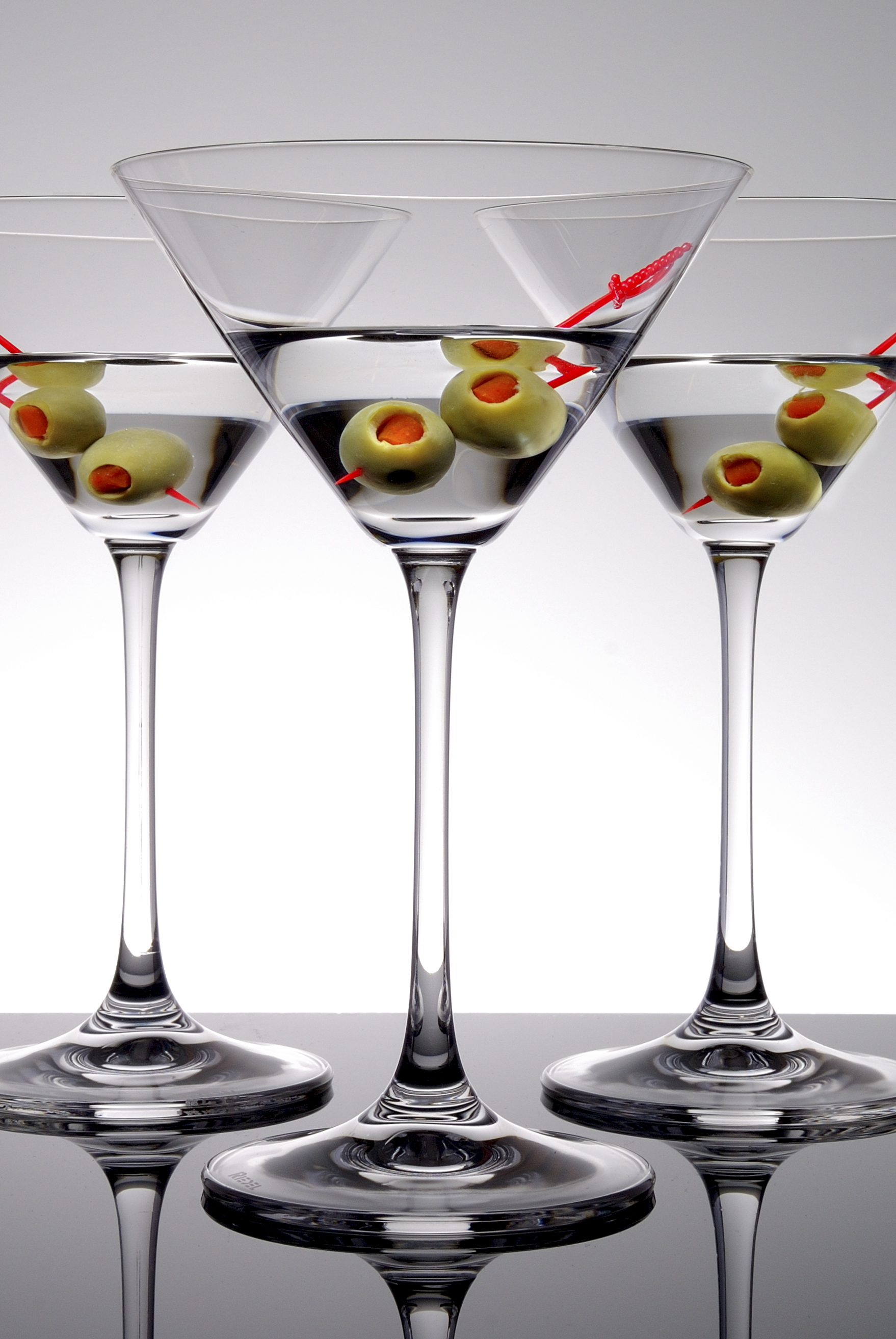
O martíni é um coquetel clássico à base de gim.

- Batida
- Caipirinha IBA
- Caju amigo
- Leite de onça
- Quentão
- Rabo-de-galo

## Gim
- 20th century
- Angel face IBA
- Aviation IBA
- Bee's knees IBA
- Bijou
- Blackthorn
- Bloody Margaret
- Bramble IBA
- Breakfast martini
- Casino IBA
- Cloister
- Clover Club IBA
- Cooperstown
- Corpse reviver #2 IBA
- Damn the weather
- Derby
- Fluffy duck
- French 75 IBA
- Gibson
- Gimlet
- Gim-tônica
- Fizz IBA
- Gin pahit
- Sour
- Greyhound
- Hanky panky IBA
- John Collins IBA
- Last word IBA
- Rickey
- Long Island Iced Tea IBA
- Lorraine
- Martinez IBA
- Martíni IBA
- Monkey gland IBA
- My Fair Lady Cocktail
- Negroni IBA
- Old Etonian
- Paradise IBA
- Pegu
- Pimm's cup
- Pink gin
- Pink lady
- Queens
- Ramos gin fizz IBA
- Royal arrival
- Salty dog
- Singapore Sling IBA
- Suffering bastard IBA
- Takumi's aviation
- Tom Collins
- Tuxedo IBA
- Vesper IBA
- White lady ou Delilah IBA
- Wolfram

## Rum
- Ancient Mariner
- Airmail
- Bacardi (coquetel)
- Barracuda IBA
- Between the sheets IBA
- Blow my skull
- Blue Hawaii
- Blue Hawaiian
- Bumbo
- Bushwacker
- Cobra's fang
- Cojito
- Cremat
- Cuban sunset
- Daiquiri IBA
- Dark 'n' stormy IBA
- El Presidente
- Fish house punch
- Flaming Doctor Pepper
- Flaming volcano
- Fluffy critter
- Fluffy duck
- Grogue
- Gunfire
- Hoppel poppel
- Hot buttered rum
- Hurricane
- Jagertee
- Long Island Iced Tea IBA
- Macuá
- Mai Tai IBA
- Mary Pickford Predefinição:IBA Official Mini
- Mojito IBA
- Mr. Bali Hai
- Painkiller
- Piña colada IBA
- Planter's punch IBA
- Q.B. Cooler
- Royal Bermuda Yacht Club
- Cuba‐libre IBA
- Rum swizzle
- Suffering bastard (versão Trader Vic)
- Sumatra Kula
- Test pilot
- Ti' punch
- Tom and Jerry
- Trumptini
- Tschunk
- Yellow bird IBA
- Zombie IBA

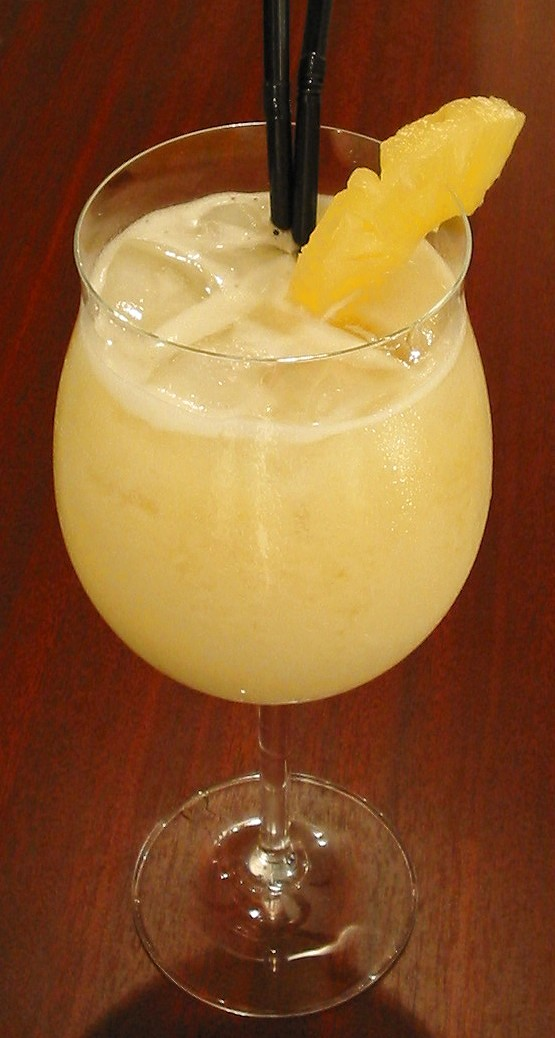
A piña colada batida é típica de muitos coquetéis à base de rum.
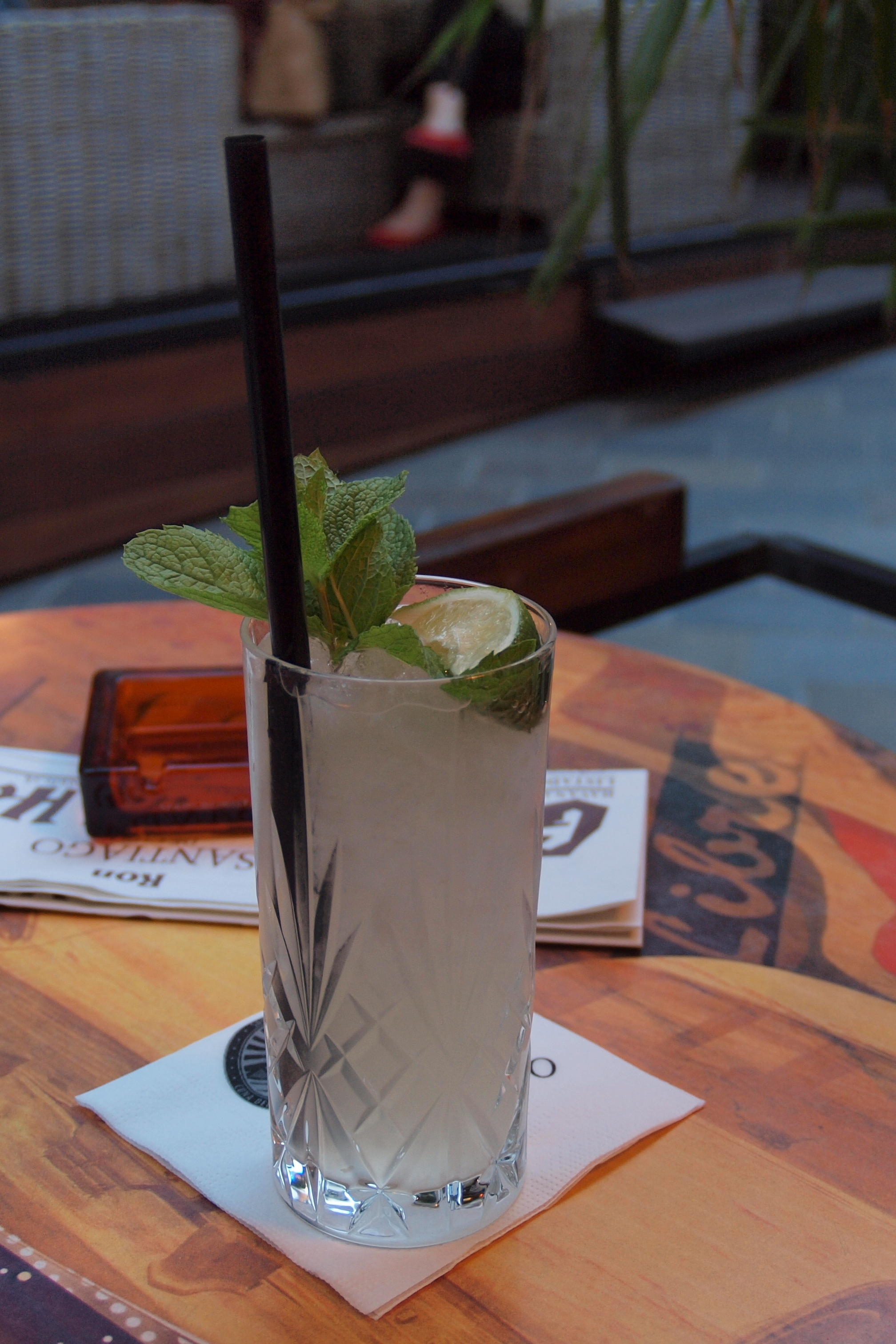
Um mojito servido na Eslováquia.

## Saquê
- Sake bomb
- Saketini
- Tamagozake

## Tequila
- Boston tea party
- Batanga
- Bloody Maria
- Cantarito
- Chimayó
- Death Flip
- Harlem mugger
- Juan Collins
- Long Island iced tea IBA
- Margarita IBA
- Matador
- Mexican firing squad
- Mexican martini
- Mojito blanco
- Paloma IBA
- Sangrita
- Tequila slammer
- Tequila sour
- Tequila sunrise IBA
- Tommy's margarita IBA
- Vampiro

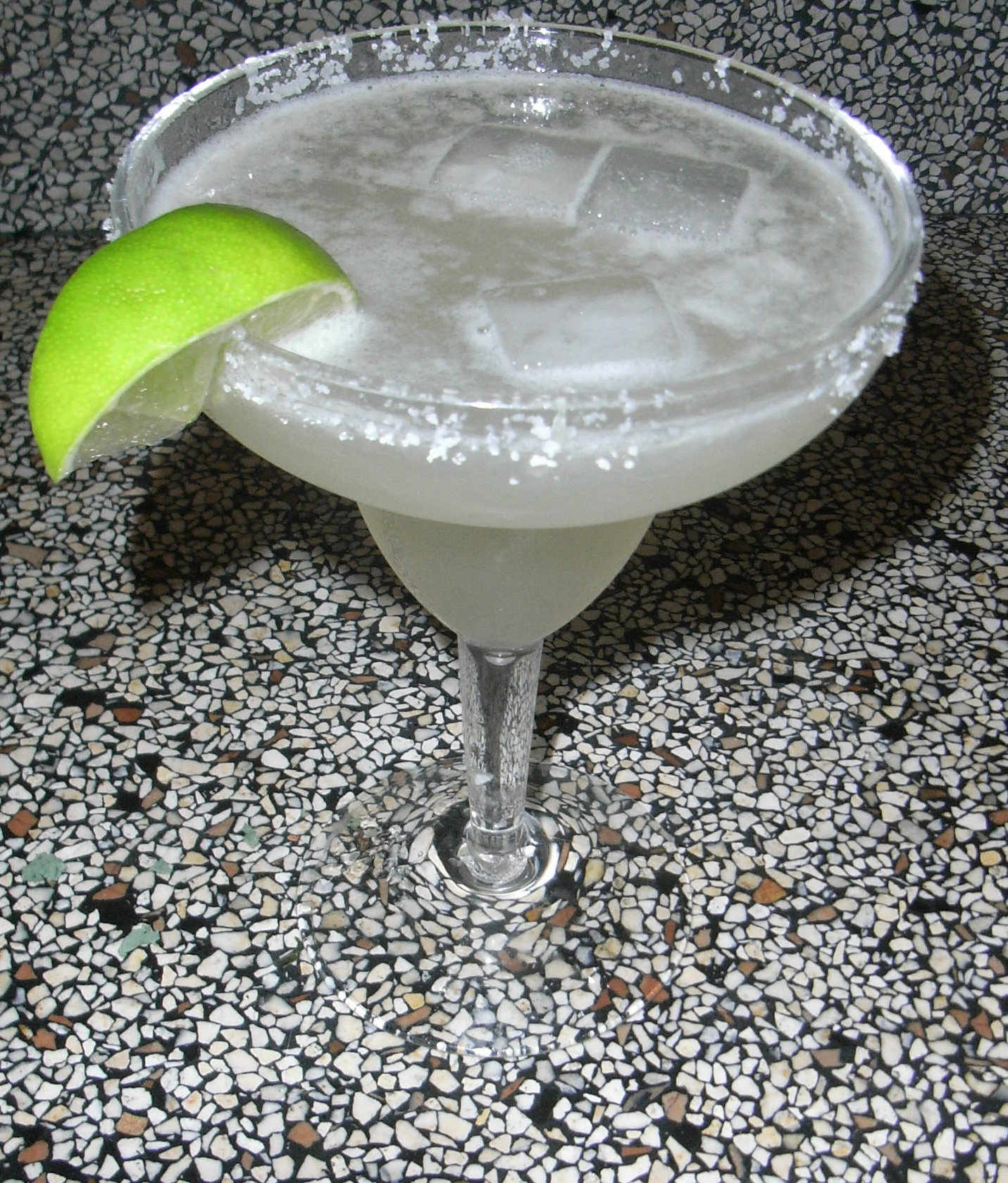
A margarita é o coquetel mais popular dos EUA.
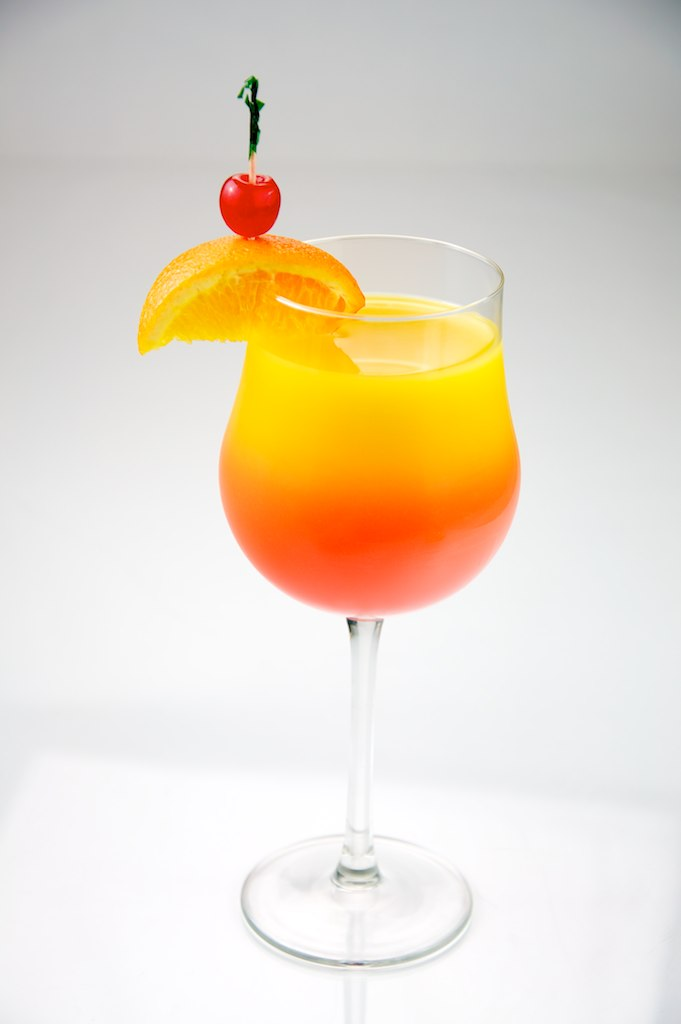
Um tequila sunrise.
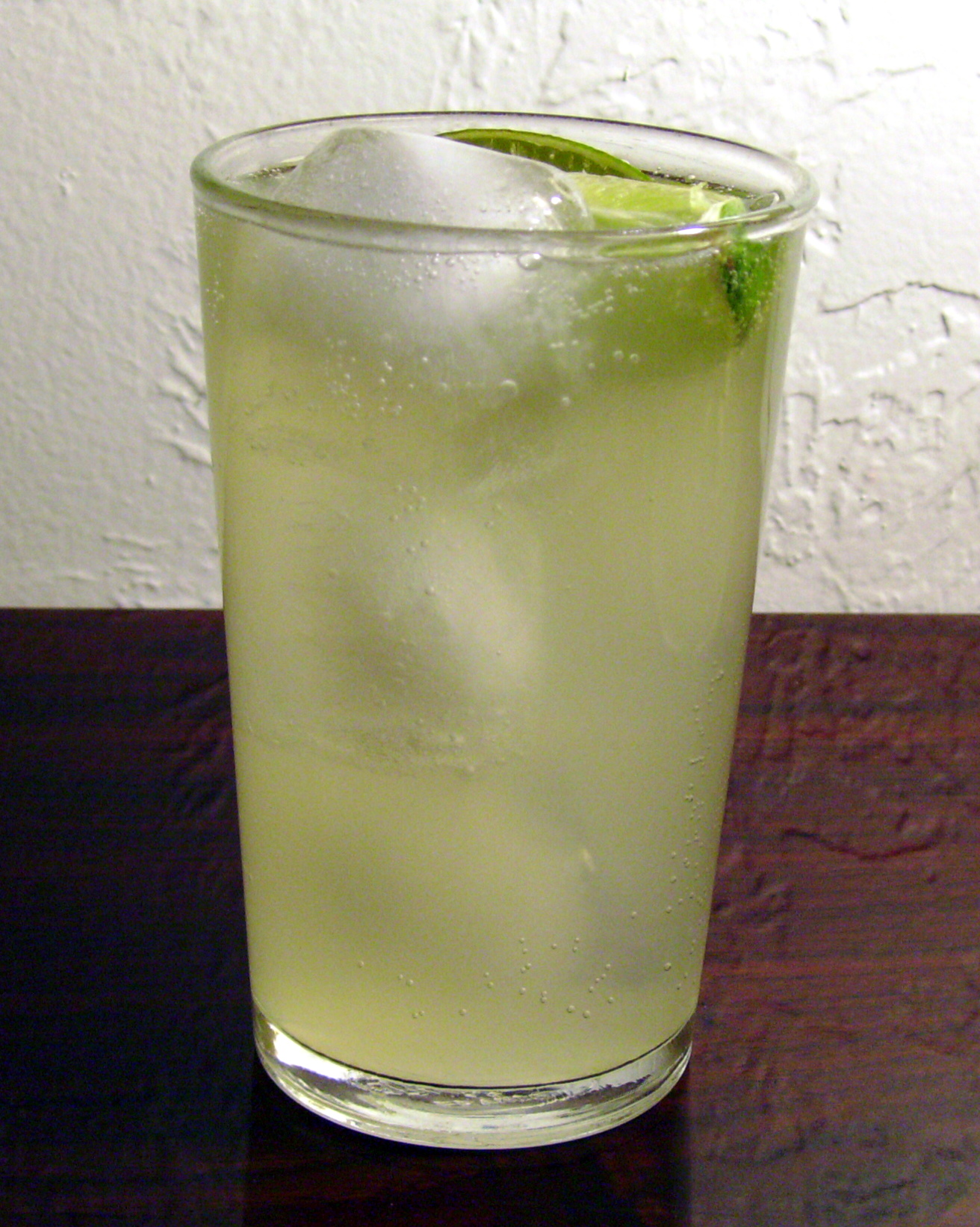
Um paloma.

## Mezcal
- Illegal IBA
- Naked and famousPredefinição:IBA Official Mini
- Oaxaca old fashioned
- Mezcal Negroni
- Mezcal last word
- Tia mia
- Division bell
- Medicina Latina

## Vodka
- Appletini
- Astro pop
- Batida (uma variação, tradicionalmente feita com cachaça)
- Bay breeze
- Black Russian IBA
- Bloody Mary IBA
- Coquetel BLT
- Blue Lagoon
- Bull shot
- Caesar
- Caipirosca (Caipivodka)
- Cape Codder
- Chi-chi (Virgin colada)
- Colombia
- Cosmopolitan IBA
- Dirty Shirley
- Espresso martini IBA
- Flirtini
- Gimlet
- Glowtini
- Godmother
- Harvey Wallbanger
- John Daly
- Kamikaze (coquetel)
- Karsk
- Kensington Court special
- Lemon drop IBA
- Link up
- Long Island Iced Tea IBA
- Moscow mule IBA
- Orange tundra
- Platinum blonde
- Porn star martini
- Red Russian
- Rose Kennedy
- Salty dog
- Screwdriver
- Sea breeze IBA
- Sex on the beachIBA
- Sloe comfortable screw up against the wall
- Spicy Fifty IBA
- Vargtass
- Vesper IBA
- Vodka gimlet
- Vodka martini (Kangaroo)
- Vodka McGovern
- White Russian
- Woo Woo
- Wściekły pies
- Yorsh

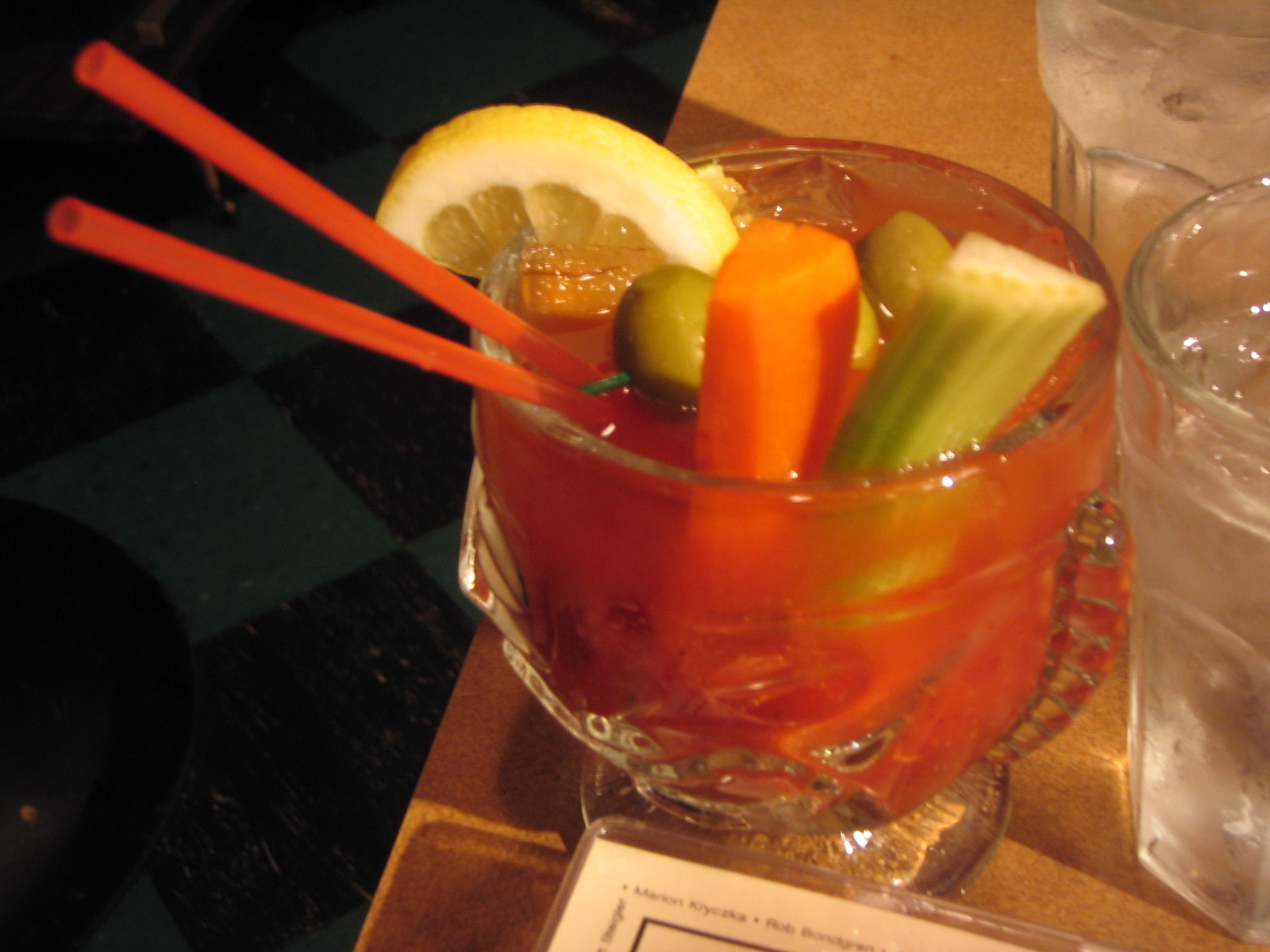
Um Bloody Mary decorado com limão, cenoura, aipo e azeitonas  sem caroço.
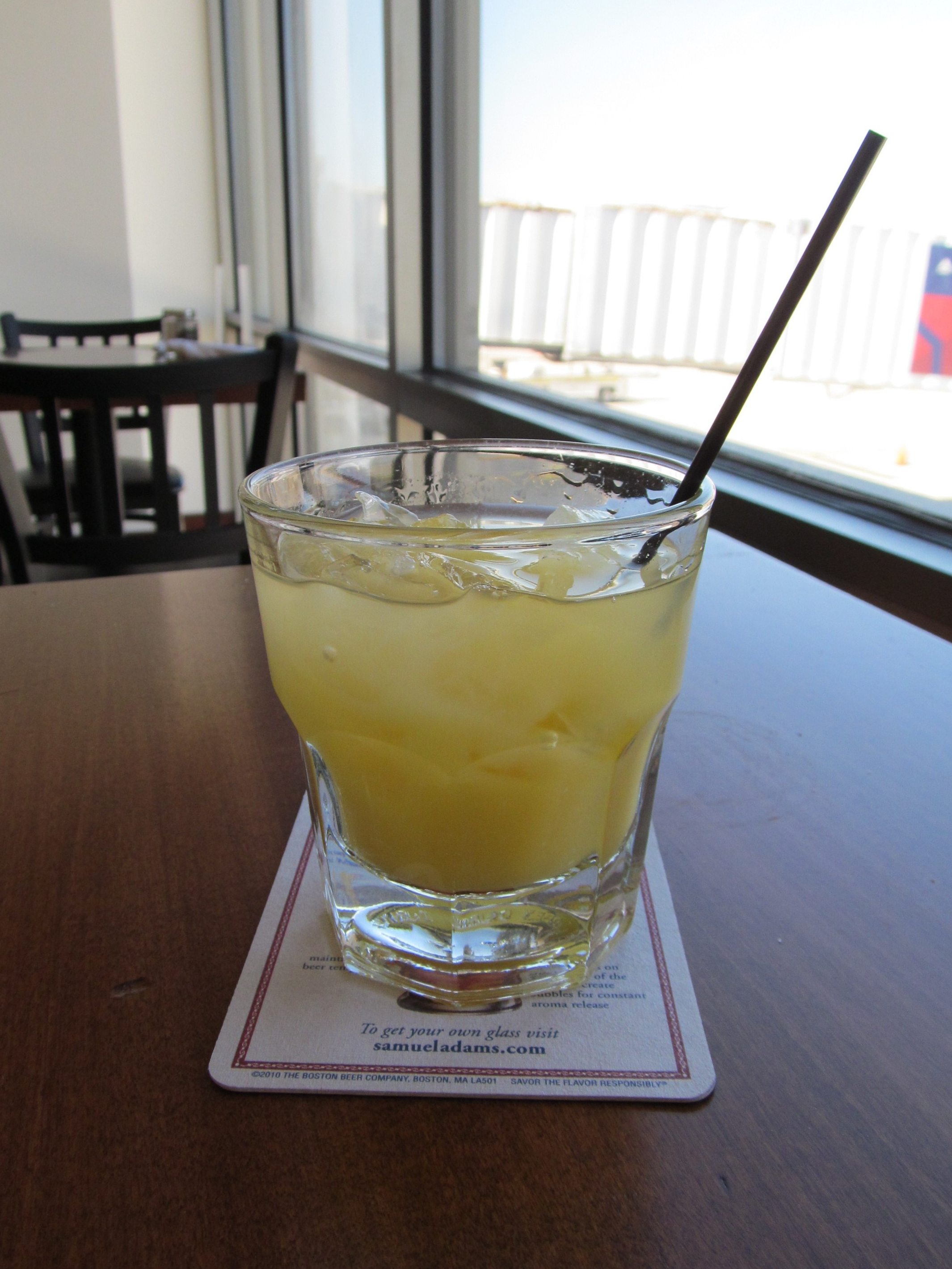
Um screwdriver.
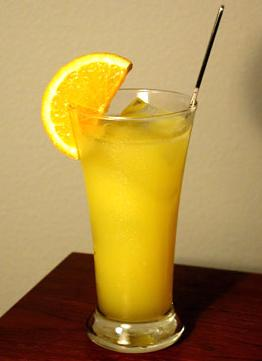
Um Harvey Wallbanger.

## Uísque
- Amber moon
- Black nail
- Blood and Sand
- Blue blazer
- Bobby Burns
- Boulevardier IBA
- Bourbon lancer
- Brooklyn
- Churchill
- Farnell
- Godfather
- Horsefeather
- Irish coffee IBA
- Whiskey and Coke
- Lynchburg lemonade
- Manhattan IBA
- Mint JulepIBA
- Missouri mule
- Nixon
- Old fashioned IBA
- Old pal
- Rob Roy
- Rusty nail IBA
- Sazerac IBA
- Scotch and soda
- 7 and 7
- Three wise men
- Toronto
- Vieux Carré IBA
- Ward 8
- Whiskey sour IBA
- Whisky Mac

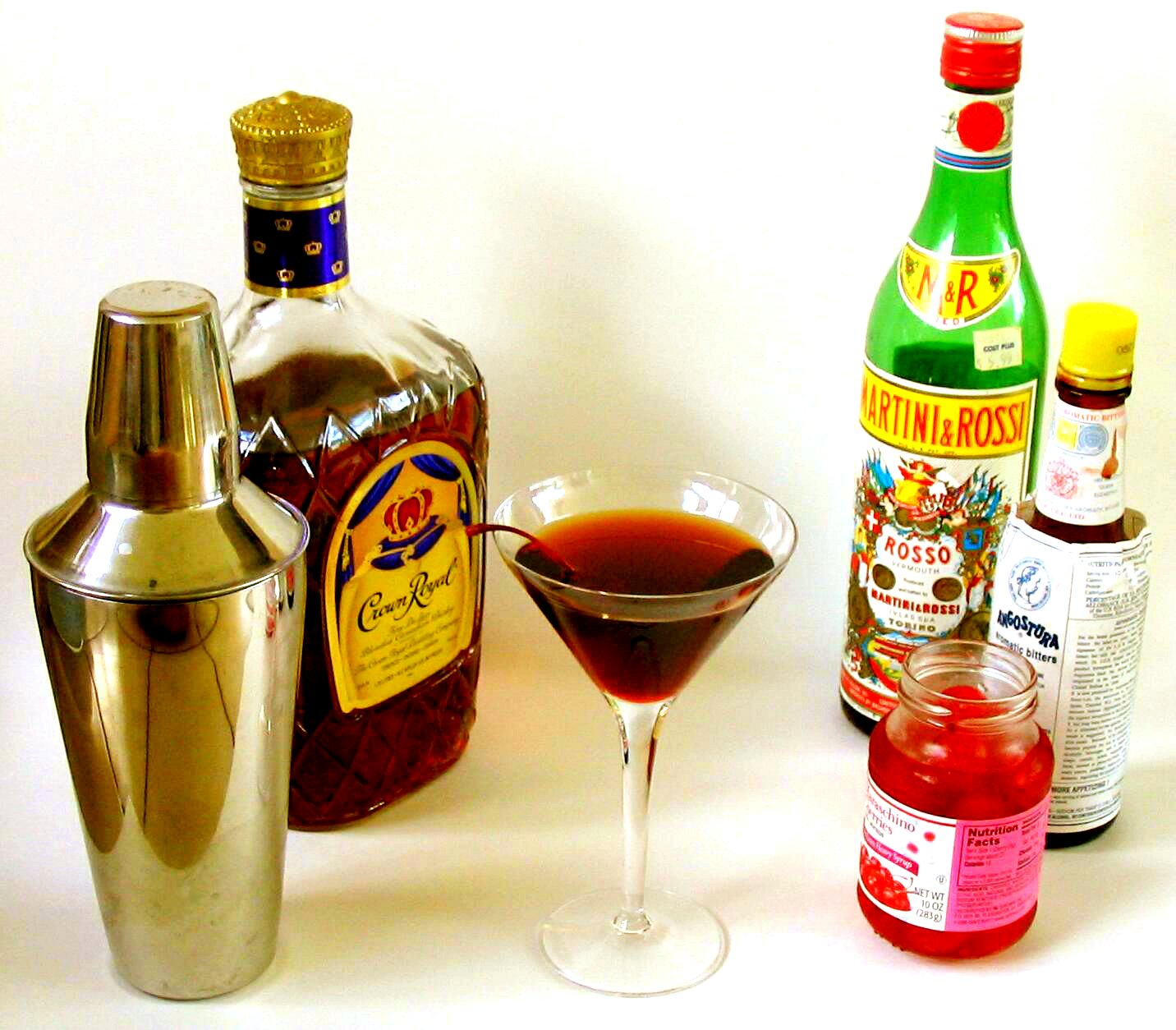
Um Manhattan.
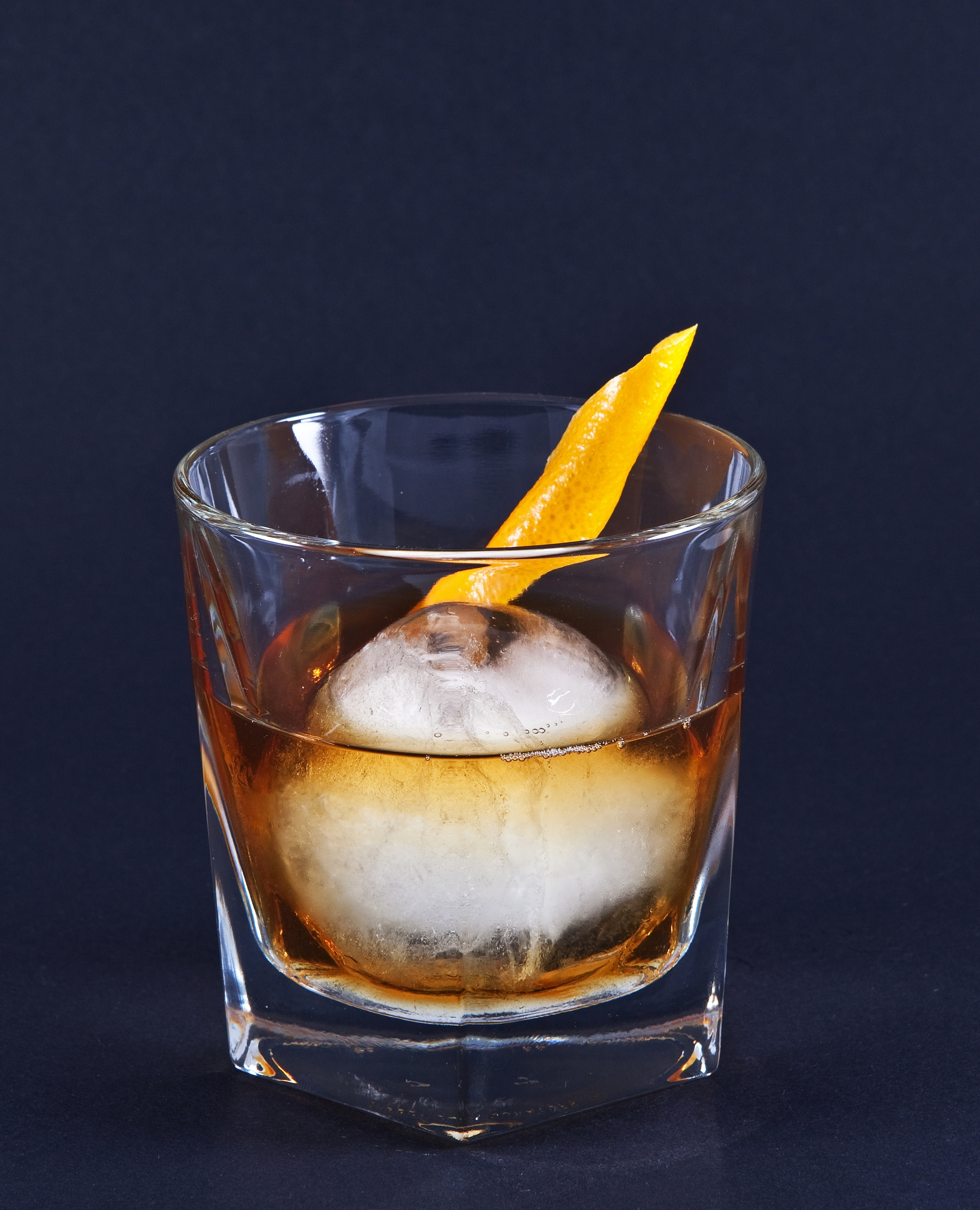
Um old fashioned.
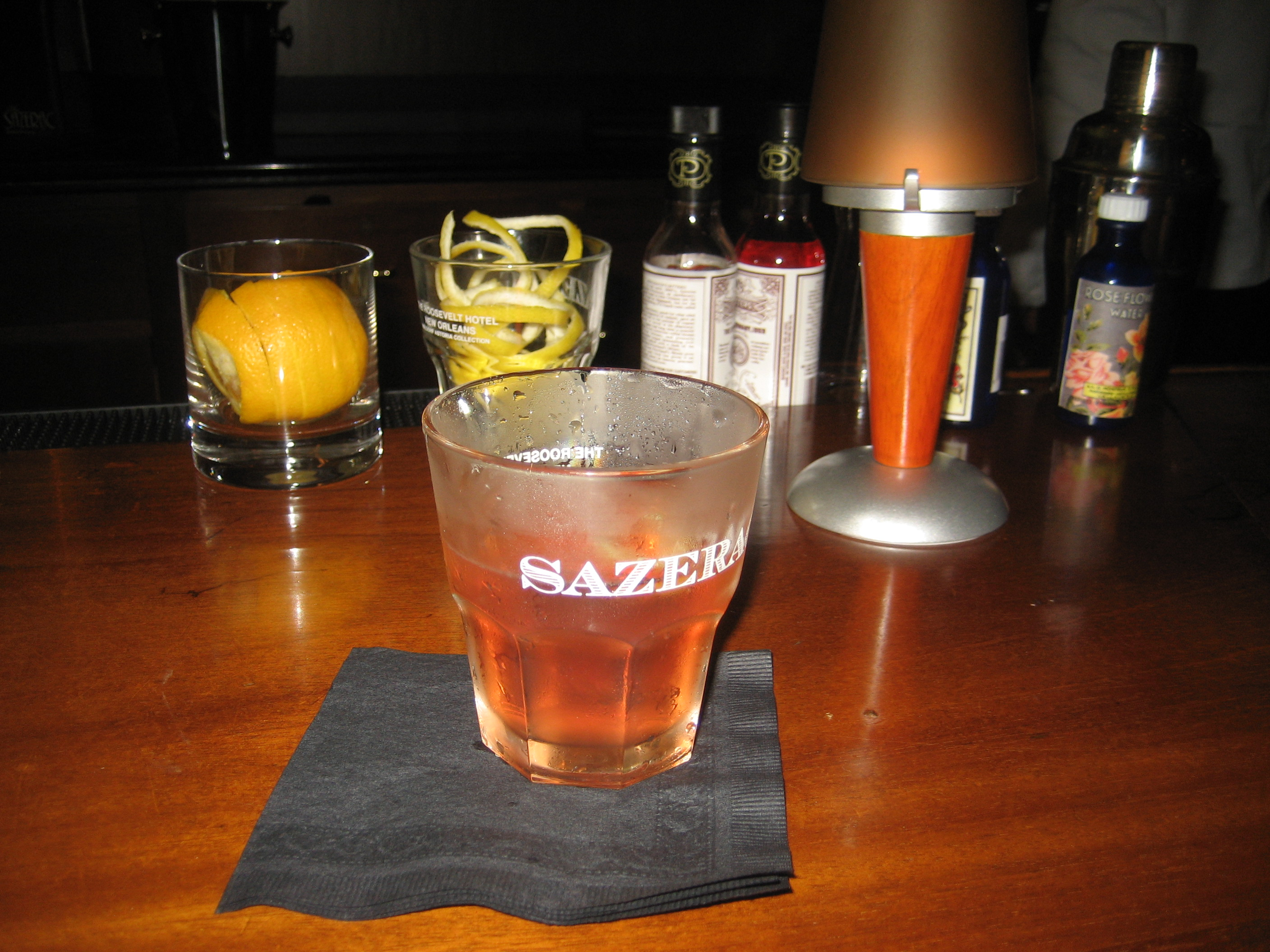
Um Sazerac no Sazerac Bar, The Roosevelt Hotel em New Orleans.

## Vinhos

### Vinhos fortificados
Os drinques a seguir são tecnicamente coquetéis, pois os vinhos fortificados são uma mistura de bebida destilada e vinho.
- Vinho do porto: Cheeky Vimto
- Vinho do porto: Portbuka
- Xerez e Vermute: Adonis
- Xerez: Rebujito (xerez seco com soda)

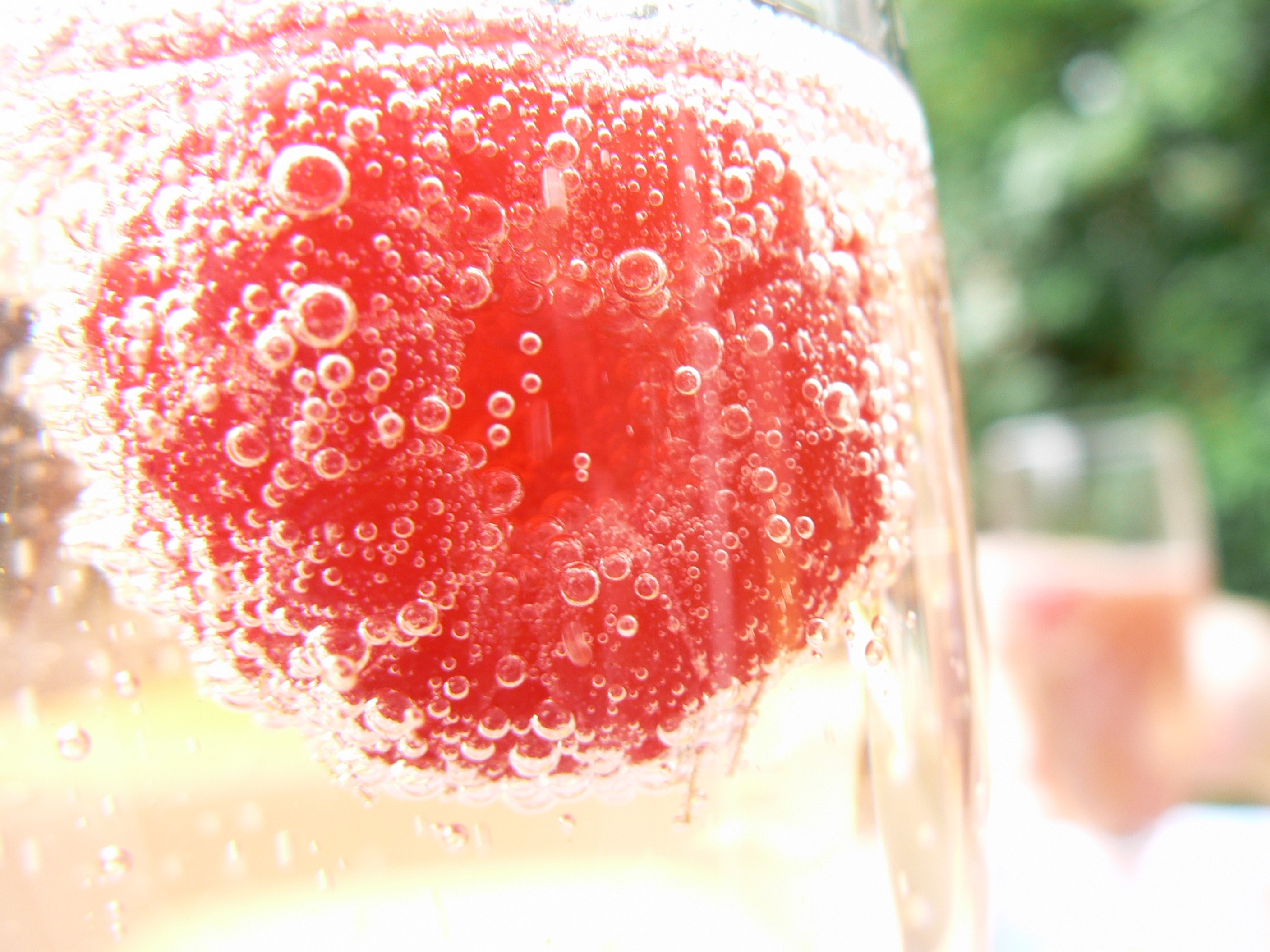
Um coquetel de champanhe com guarnição de framboesa.

- Xerez: Up to date
- Vermute: Americano IBA
- Vermute: Boulevardier IBA
- Vermute: Hanky panky IBA
- Vermute: Rose

### Variações com vinho
- Agua de Valencia
- Black velvet
- Death in the Afternoon
- Flirtini
- Prince of Wales

### Espumante
- Agua de Sevilla
- Spritz IBA
- Bellini IBA
- Hugo
- Rossini

### Champanhe

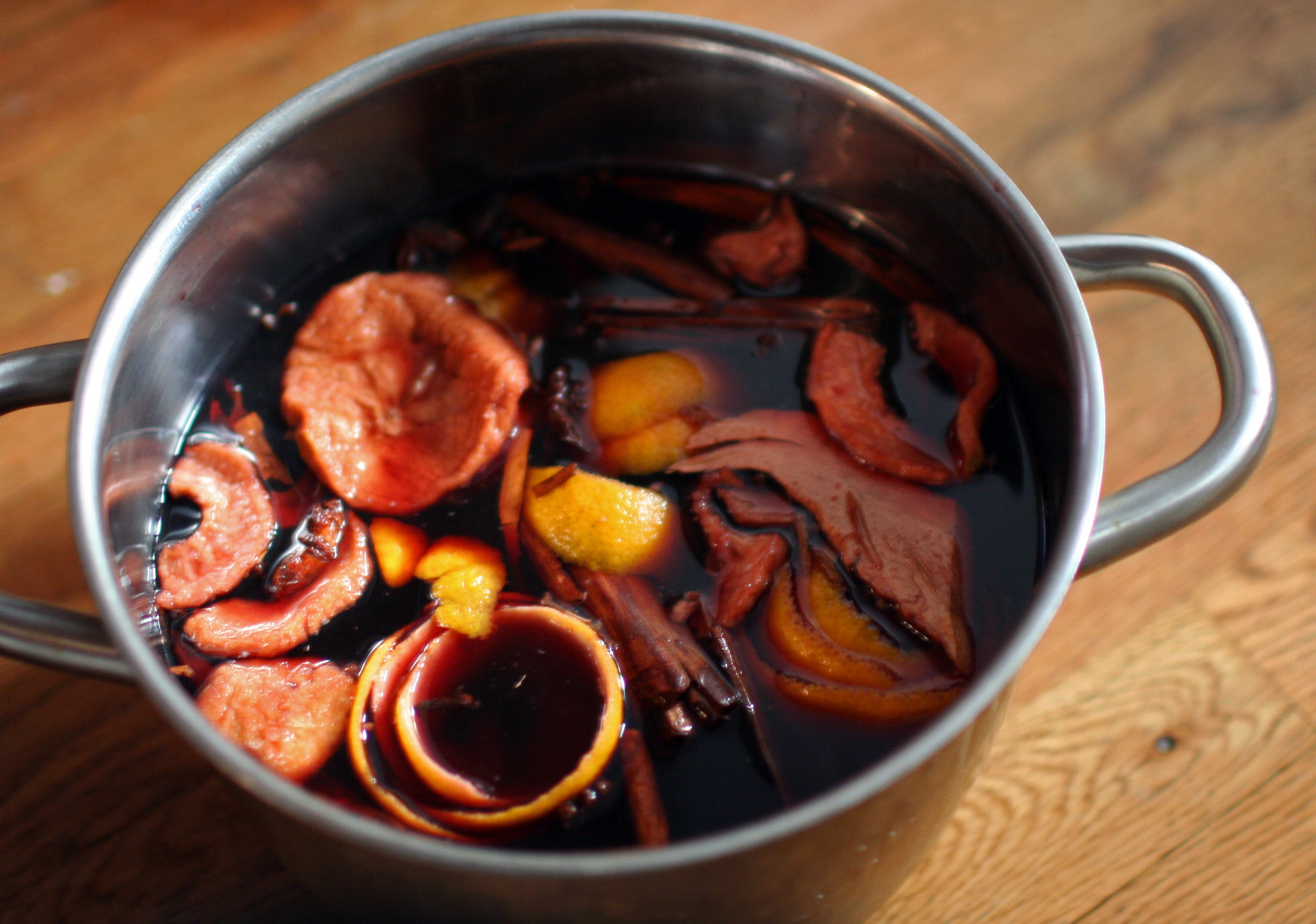
Vinho quente em infusão (glögg sueco).

- Atomic
- Black velvet
- Chambord Royale
- Coquetel champagne IBA
- French 75 IBA
- Kir royal
- Mimosa IBA
- Ochsenblut

### Vinho tinto
- Calimocho
- Claret cup
- Vinho quente
- Tinto de verano
- Zurracapote

### Vinho branco
- Kir IBA
- Spritzer

## Licores aromatizados

### Licor com sabor de anis
Herbsaint
- Herbsaint frappé

Pastis
- Mauresque
- Perroquet
- Rourou
- Tomate

### Licor de chocolate

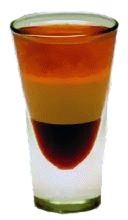
Um B-52.

- Martíni de chocolate

### Licor de café
- B-52 (e coquetéis relacionados da série B-50)
- Baby Guinness
- Black Russian IBA
- Espresso martini IBA
- Moose milk
- Orgasm
- White Russian

### Licor de creme

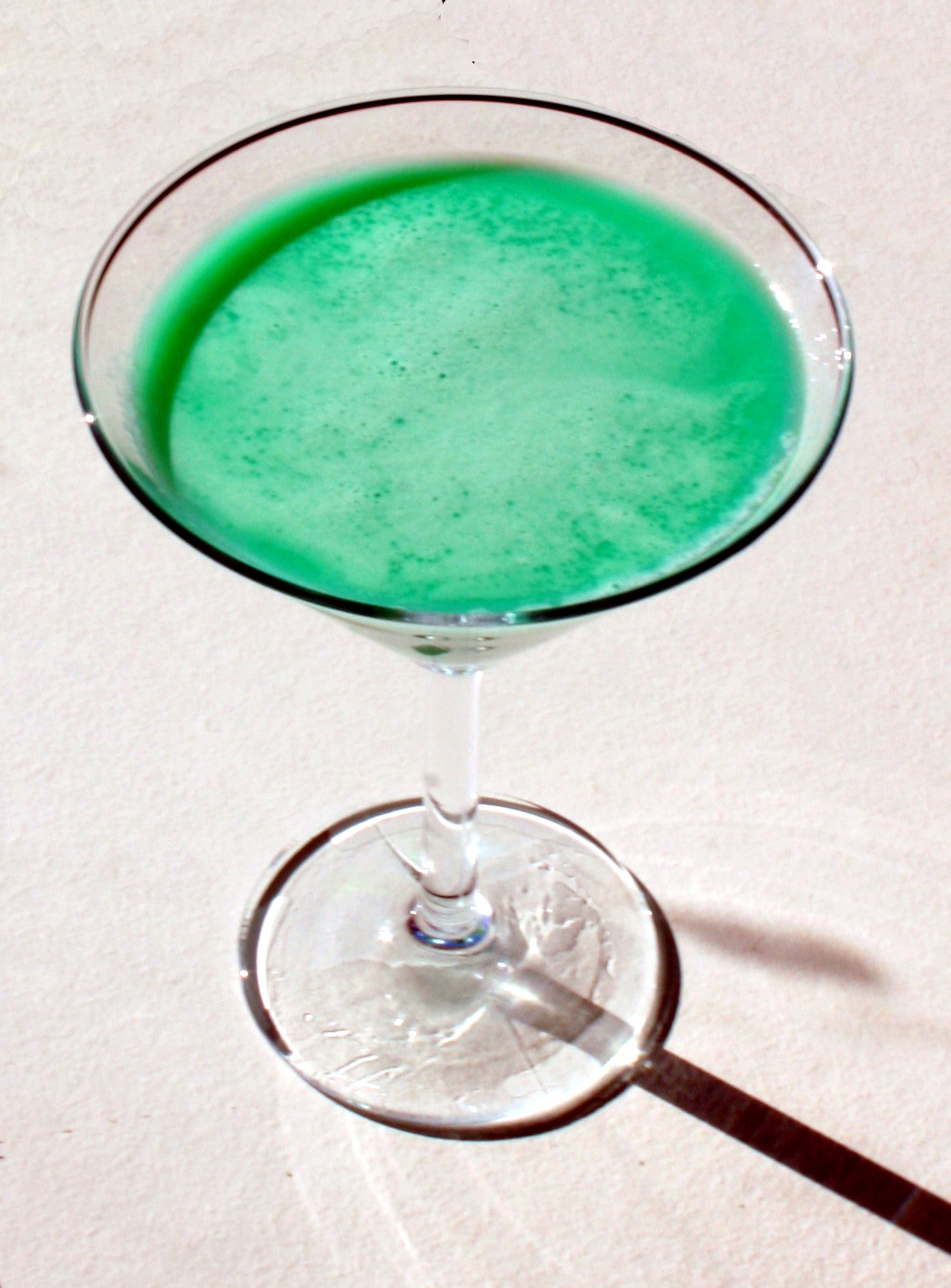
Um grasshopper.

- B-52
- Baby Guinness
- Cement mixer
- Irish car bomb
- Oatmeal cookie
- Orgasm
- Quick fuck
- Slippery nipple
- Springbokkie

### Crème liqueur

#### Crème de mentheverde
Licor intensamente verde, com sabor de menta:
- Grasshopper IBA
- Springbokkie

#### Crème de menthebranco
Licor incolor com sabor de menta:
- Brandy Alexander IBA
- Revelation
- Stinger

#### Crème de violette
- Aviation IBA

### Licores de fruta

#### Maçã
- Apple-kneel

#### Laranja
Um dos vários licores com sabor de laranja, como Grand Marnier, triple sec ou Curaçao (licor):

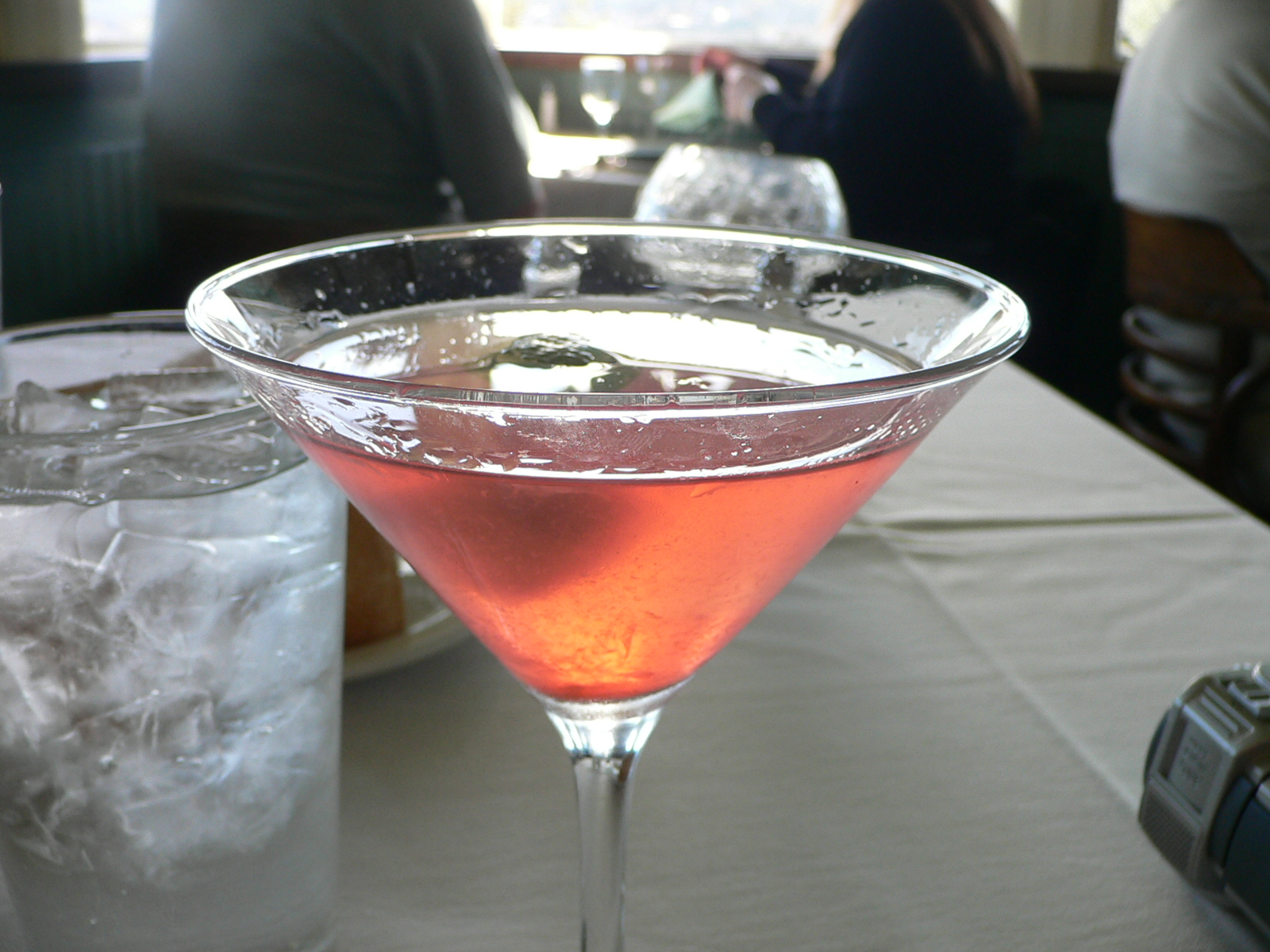
Um cosmopolitan.

- Golden doublet
- Golden dream IBA
- Moonwalk
- Skittle bomb

### Outros

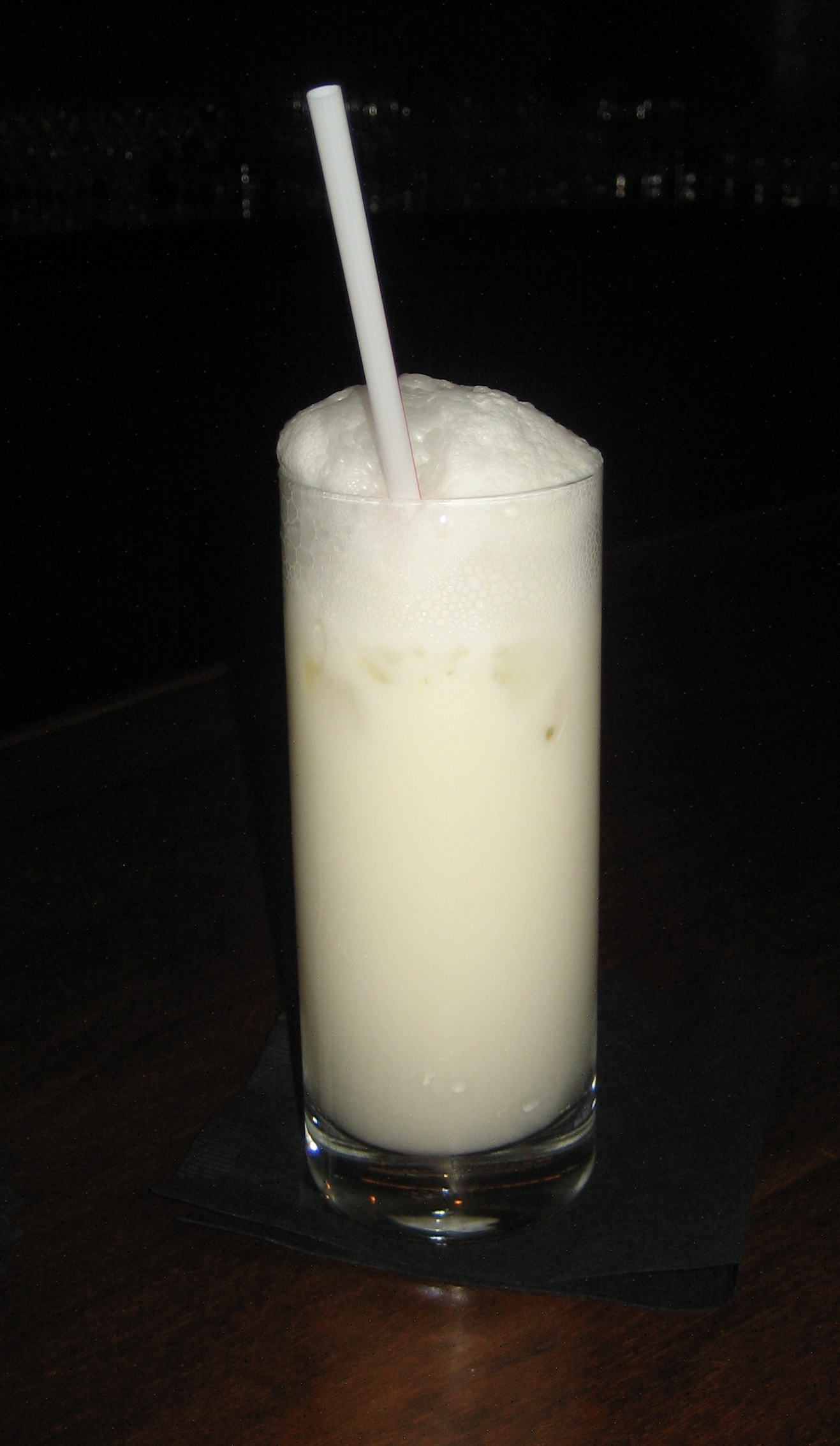
Um ramos gin fizz.

Midori
Um licor verde-claro, com sabor de melão:
- Japanese slipper
- Tequila sour

### Licor de castanha
Licores com sabor de amêndoa
- Alabama slammer
- Amaretto sour
- Blueberry tea
- French Connection IBA
- Godfather
- Godmother
- Orgasm

### Coquetéis com sabor de ponche de frutas
- Boomerang
- Diki-diki
- Doctor
- Malecon

### Outros coquetéis à base de licor

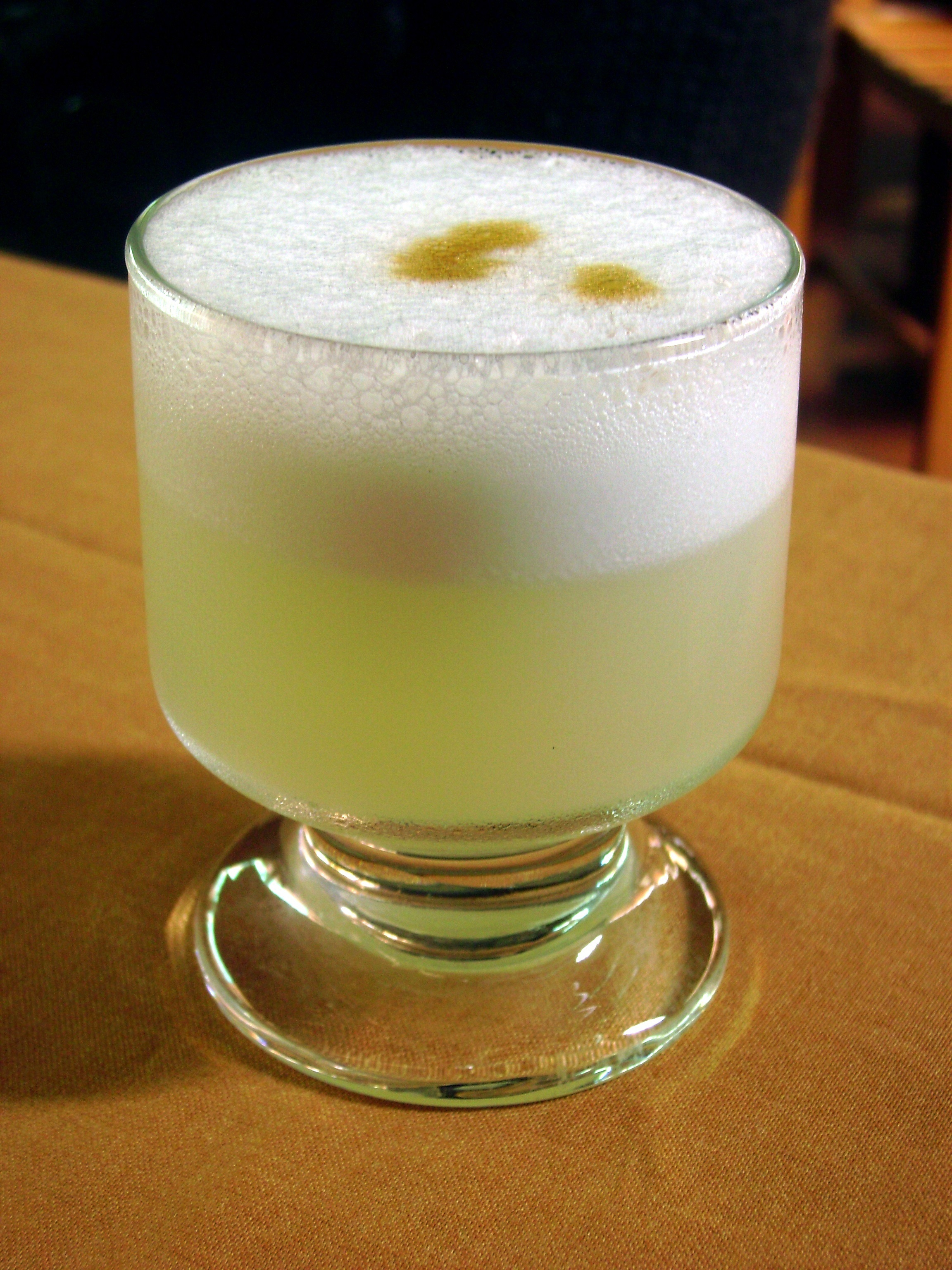
Um pisco sour.

- Backdraft
- Carrot cake
- Common market
- Jägerbomb
- Advocaat e soda limonada

## Destilados menos comuns

### Bitters
- Americano IBA
- Boulevardier IBA
- Brut cocktail
- Fernet con coca IBA

### Korn
- Schneemaß

### Ouzo
- Ouzini

### Pisco
- Aguaymanto sour
- Jazmin sour
- Mango sour
- Piscola
- Pisco sour IBA

### Schnapps
- Appletini
- Fuzzy navel
- Polar bear
- Redheaded slut
- Sex on the beach IBA

## Outros
- Jello shot
- Karsk
- Nutcracker
- Tamango

## Classes históricas de coquetéis
- Cobbler – drinque longo (long drink, bebida alcoólica mista com um volume relativamente grande) tradicional caracterizado por um copo 3⁄4 ⁄ cheio de gelo picado ou raspado que forma um cone centralizado, coberto por fatias de frutas.
- Collins – drinque longo tradicional agitado com gelo no mesmo copo em que é servido e diluído com club soda. Por exemplo, Tom Collins.
- Crusta – caracterizado por uma borda de açúcar no copo, destilado (conhaque sendo o mais comum), licor maraschino, angostura, suco de limão, curaçao,  casca de limão inteira como guarnição.

- Daisy – drinque longo tradicional que consiste em uma bebida destilada de base, suco cítrico, açúcar e um modificador, normalmente um licor ou granadina. O coquetel Daisy mais comum é o Brandy Daisy. Outros Daisy conhecidos são Whiskey Daisy, Bourbon Daisy, Gin Daisy, Rum Daisy, Lemon Daisy (a variante não alcoólica), Portuguese Daisy (vinho do porto e conhaque), Vodka daisy e Champagne daisy. A Margarita e o Sidecar são variantes do Daisy; ambos usam a forma mais simples da categoria (bebida alcoólica de base, suco cítrico e licor) com triple sec como modificador. O primeiro usa tequila como bebida alcoólica de base e suco de limão, enquanto o segundo usa conhaque como bebida alcoólica de base e suco de limão.[1]
- Fix – drinque longo tradicional relacionado ao Cobblers, mas misturado em uma coqueteleira e servido com gelo picado.
- Fizz - drinque longo tradicional que inclui sucos ácidos e club soda, por exemplo, Gin Fizz.
- Flip - bebida tradicional que se caracteriza pela inclusão de açúcar e gema de ovo.
- Julep – bebida alcoólica de base, açúcar e hortelã com gelo. O mais comum é o Mint Julep. Outras variações incluem Gin Julep, Whiskey Julep, Pineapple Julep e Georgia Mint Julep.
- Mizuwari – uma mistura de uma bebida destilada, como o uísque, diluída com água e gelo.
- Negus –  vinho (geralmente vinho do porto), misturado com água quente, laranjas ou limões, especiarias e açúcar.
- Ponche – ampla variedade de bebidas, geralmente contendo frutas ou suco de frutas.
- Rickey – highball feito geralmente de gim ou bourbon, limão e água gaseificada.
- Sangria –  vinho tinto e frutas picadas, geralmente com outros ingredientes, como suco de laranja ou conhaque.
- Shrub – vinho tinto e frutas picadas, geralmente com outros ingredientes, como suco de laranja ou conhaque - um dos dois tipos diferentes de bebida - um licor de frutas normalmente feito com rum ou conhaque misturado com açúcar e suco ou cascas de frutas cítricas, ou um xarope de vinagre com destilados, água ou água gaseificada.
- Sling – drinque longo tradicional preparado misturando os ingredientes com gelo no copo e completando com suco ou club soda.
- Smoking bishop – tipo de vinho quente.
- Sour – bebida mista composta por uma base de licor, suco de limão tahiti ou siciliano e um adoçante.
- Toddy – mistura de licor e água com mel ou açúcar e ervas e especiarias, servida quente.

## Pormixer

### Morango
Os morangos podem ser triturados ou transformados em purê e adicionados a muitos drinques, além de serem compatíveis com bebidas alcoólicas, por exemplo, uísque bourbon, Cointreau, vodca, tequila, rum e champanhe, entre outras bebidas alcoólicas, licores e assim por diante.
Algumas receitas pedem um xarope de morango, que pode ser feito com morangos, extrato de baunilha, açúcar e água. Algumas receitas de coquetéis de morango não pedem um xarope, mas necessitam de um purê feito com a fruta.
Os morangos são frequentemente misturados com manjericão. O morango é popular em smashes, pois depois que a bebida é consumida, os morangos com infusão de álcool também podem ser consumidos.
- Champagne bowler (conhaque, vinho branco, vinho espumante, xarope simples, morangos).[8]
- Cherub's cup (vodca, licor de flor de sabugueiro St. Germain, vinho espumante brut rosé, suco de limão, xarope simples, morango).[9]
- Christmas Jones (vodca, açúcar, suco de abacaxi, refrigerante de lima-limão, morangos).[10]
- Tom Collins de morango fresco e limão (gim, suco de limão tahiti, club soda, agave, morangos).[11]
- Kentucky kiss (bourbon Maker's Mark, suco de limão, xarope de bordo, club soda, morangos).[12]
- Margarita de cerveja de morango (tequila, cerveja Corona, concentrado de limonada, refrigerante de lima-limão, morangos).[13]
- Strawberry berryoska (vodca russa, limonada, morangos).[14]
- Gim-tônica de morango (gim, suco de limão tahiti, bitters de laranja, água tônica, xarope de morango).[15]
- Strawberry gin smash (gim, morangos, açúcar, suco de limão tahiti, licor de sabugueiro, club soda, ramos de hortelã).[16]
- Strawberry mint sparkling limeade (champanhe, folhas de hortelã, suco de limão tahiti, mel).[3]
- Strawberry pom mojito (rum branco, folhas de hortelã, suco de limão tahiti, suco de romã, club soda ou refrigerante de limão, morangos).[17]
- Strawberry rose gin fizz (gim, açúcar, água de rosas, sal, club soda, morangos).[18]
- Strawberry smash (vodca, folhas de manjericão, suco de limão siciliano, mel, club soda, morangos).[19]
- Strawberry whiskey lemonade (uísque, suco de limão siciliano, xarope de morango).[20]

### Suco de cenoura
O suco de cenoura pode ser misturado com destilados, como destilados de agave, uísque, tequila, gim ou mezcal. Às vezes, a vodca é escolhida porque seu sabor neutro permite que o sabor do suco de cenoura seja mais evidente. O suco de cenoura também pode ser misturado com licores, como o amaro. Gengibre, laranja, limão e mel podem ser outros ingredientes dos coquetéis de suco de cenoura. Infusões de cúrcuma também são comuns. Exemplos de bebidas feitas com suco de cenoura incluem:
- 24 Carrot Gold Punch (gim, suco de cenoura, suco de abacaxi, suco de limão siciliano, cerveja de gengibre, fatias de abacaxi, flores comestíveis).[22]
- Jessica Rabbit (Big Gin, suco de cenoura, Chartreuse amarelo, kümmel, suco e oleo saccharum de limão tahiti, óleo de cenoura, flor de rúcula).

### Suco de abacaxi

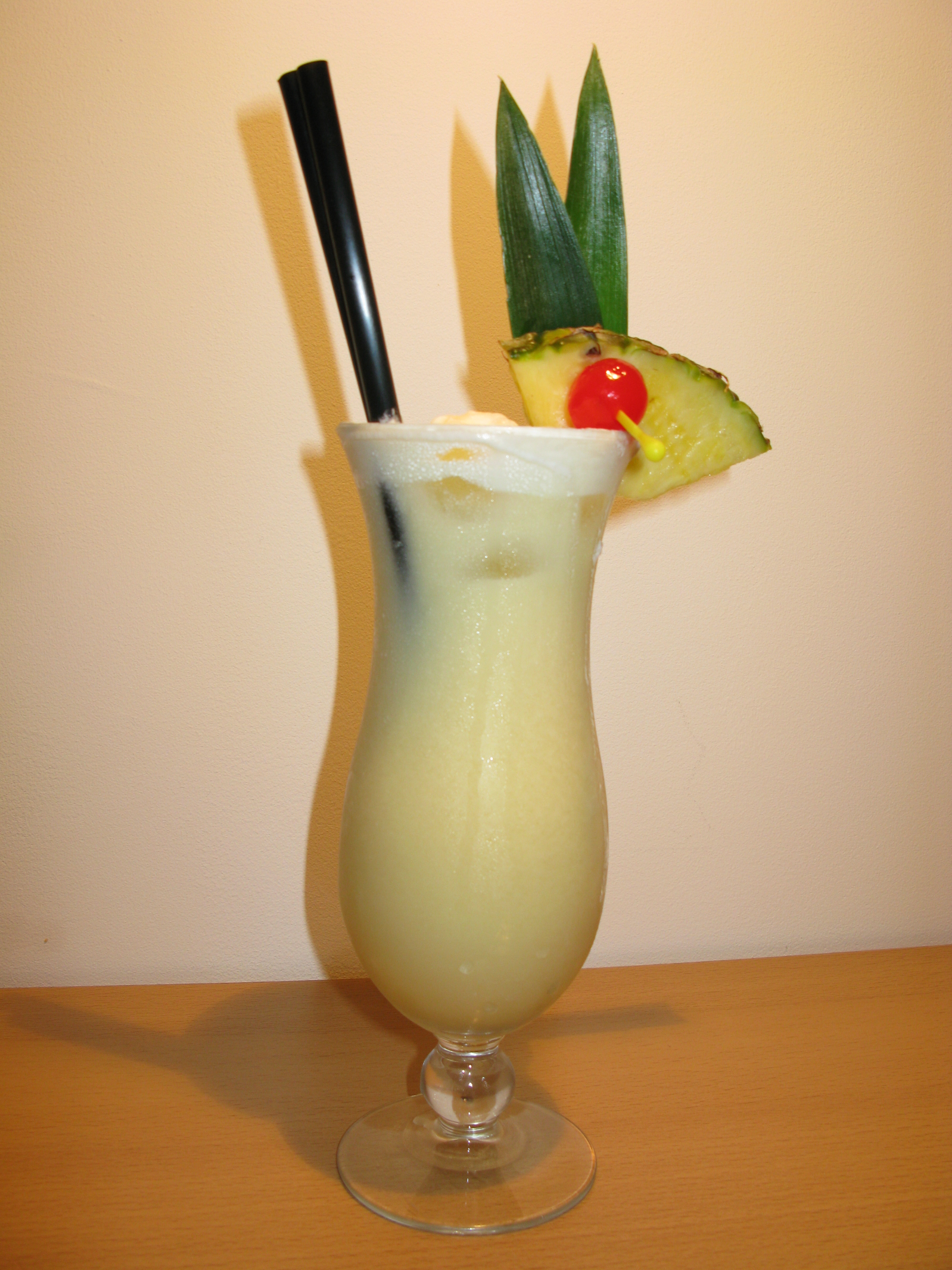
Uma piña colada.

- Chuck Yeager (nomeado em homenagem ao piloto da Força Aérea Norte-americana Chuck Yeager. Contém suco de abacaxi e Jägermeister).[23]
- Electric shark (rum, curaçao blue, suco de abacaxi, cerveja de gengibre (ginger beer)).[24]
- Jungle bird (rum escuro, campari, xarope simples, suco de abacaxi, suco de limão).[25]
- Piña colada IBA (rum claro, suco de abacaxi, leite de coco).[26][27]
- Shark bite (rum de coco, suco de abacaxi, curaçao blue).[28]
- Wiki wiki (rum, conhaque de manga, suco de limão, suco de abacaxi, xarope de cana, kiwi)
- Yaka hula hickey dula (rum escuro, vermute seco, suco de abacaxi).[29]

### Frutas esmagadas (smash)
Um smash é um coquetel Julep gelado (destilados, açúcar e ervas) com pedaços de frutas frescas, de modo que, depois que a parte líquida da bebida é consumida, também é possível comer a fruta com infusão de álcool (por exemplo, morangos). A história dos smashes remonta pelo menos ao livro How to Mix Drinks, de 1862. O smash de uísque à moda antiga era um exemplo de um smash antigo.
A erva usada em um smash geralmente é a hortelã, embora o manjericão às vezes seja usado em coquetéis que combinam bem com ela, por exemplo, muitos coquetéis de morango. O nome "smash" vem da ideia de que, em um dia quente, a pessoa pega qualquer fruta que esteja à mão e a esmaga para fazer uma bebida refrescante. Geralmente, um smash tem gelo picado.
- Apple bourbon smash (bourbon, maçã, mel, limão siciliano, noz-moscada, cardamomo).[35]
- Blueberry smash (vodca, licor de flor de sabugueiro St. Germain, rodelas de limão, rodelas de limão, mirtilos, folhas de hortelã).[36]
- Bourbon blackberry smash (bourbon, suco de limão, folhas de hortelã, amoras, xarope simples, club soda).[37]
- Bourbon peach smash (bourbon, xarope simples de açúcar mascavo, pêssego, folhas de hortelã, cerveja de gengibre ou seltzer).[38]
- Bourbon strawberry smash (bourbon, morangos, xarope simples, suco de limão siciliano, folhas de hortelã, club soda).[39]
- Cranberry smash (vodca ou bourbon, airelas, folhas de hortelã, limão, açúcar mascavo, ginger ale).[40]
- Grapefruit smash (cachaça, toranja, xarope simples, hortelã).[41]
- Kiwi smash (gim, folhas de manjericão, kiwis, xarope de mel, suco de limão).[42]
- Pear bourbon smash (bourbon, xarope de bordo, água, pera, folhas de hortelã, suco de limão).[43]
- Pineapple smash (rum com especiarias, rum de abacaxi, anéis de abacaxi, suco de limão tahiti, água com gás).[44]
- Raspberry smash (champanhe, vodca, fatias de limão tahiti, açúcar, framboesas).[45]
- Watermelon smash (vodca, suco de melancia, suco de limão, xarope simples, folhas de hortelã).[46]
- Whiskey smash (uísque bourbon, fatias de limão amassadas, xarope simples e (opcionalmente) folhas de hortelã amassadas).

### Limonada
Esta seção inclui bebidas que têm os ingredientes da limonada (suco de limão siciliano e açúcar).
- Boozy frozen lemonade (limoncello, vodca ou licor de limão siciliano, limão siciliano, açúcar, limonada).[47]
- Boozy lemonade sorbet (vodca, sorvete de limão siciliano, limonada).[48]
- Fireball lemonade (uísque Fireball com canela, granadina, limonada).[49]
- Fresh raspberry vodka lemonade (vodca, framboesas, açúcar, limonada).[50]
- Gin fizz (gim, suco de limão siciliano, xarope simples, água com gás).
- John Collins (gim, suco de limão, xarope simples, água com gás).
- John Daly (vodca, chá gelado doce, limonada).
- Lemonade margarita (tequila, Cointreau e limonada concentrada congelada ou uma limonada naturalmente adoçada feita de suco de limão siciliano, xarope de bordo ou agave e água).[51][52]
- Lemonade rum punch (rum de coco, rum escuro, suco de abacaxi, limonada.[53]
- Long Island iced tea IBA (vodca, tequila, gim, rum light, licor com sabor de laranja, xarope simples, suco de limão siciliano, bebida carbonatada de cola).[54]
- Moscato lemonade (vodca, moscato rosa, limonada de morango).[55]
- Pink lemonade vodka punch (vodca, refrigerante de lima-limão ou club soda, framboesas, limão siciliano, concentrado de limonada rosa (pink lemonade).[56]
- Sangria lemonade (rum light, vinho branco, framboesas, laranja, maçã, limonada).[57]
- Sour apple smash (vodca de maçã, rum de abacaxi, apple pucker (schnapps), limonada).[58]
- Spiked pineapple lemonade (vodca, abacaxi, limões sicilianos ou limões tahiti, hortelã, suco de abacaxi, limonada).[59]
- Strawberry lemonade margarita (tequila, triple sec, morangos, limão siciliano, limonada congelada).[60]
- Vodca lemonade slush (vodca, concentrado congelado de limonada, raspas de limão siciliano).[61]
- Watermelon vodka slush (vodca ou vodca de melancia, melancia, mel ou xarope simples, limonada).[62]

### Refrigerante de lima-limão
Um coquetel lima-limão é um coquetel feito com soda limonada, como Sprite.
- 7 and 7 (uísque e 7 Up).
- Citrus splash (vodca, Sprite e suco de toranja).[63]
- Corbins Riptide crash (vodca de mirtilo, Gatorade Frost Riptide Rush, Sprite).[64]
- Mediterranean sunset (vodca, licor de laranja sanguínea, Sprite, granadina).[63]
- Mexican martini (tequila, Cointreau, suco de laranja, suco de limão, salmoura de azeitona verde, Sprite).
- Midori sour (licor de melão, suco de lima, refrigerante de lima-limão).[63]
- Orange crush (vodca, licor de laranja, laranja de umbigo, refrigerante de limão e lima).[65][66]
- Coquetel Pimm's (Pimm's No. 1, limão, ginger ale, pepino, cubos de gelo, limonada).[67]
- Pink lemonade vodka punch (vodca, framboesas, limão, concentrado de limonada rosa, refrigerante de lima-limão).[68]
- Pink lemonade vodka slush (vodca, concentrado de pink lemonade congelado, água com gás, refrigerante de lima-limão).[69]
- Whiskey Sprite lime cocktail (uísque irlandês, Sprite, água com gás, fatia de limão tahiti).[70]

### Suco de maçã
A sidra de maçã e bebidas maltadas com sabor de maçã têm sido fabricadas por diversas empresas e usadas em coquetéis.
- Apple chai gin and tonic (gim seco, xarope de maçã chai, tônica).[71]
- Appletini (vodca, Calvados, suco de limão, xarope simples e suco de maçã).[72]
- Boozy apple cider slushie (bourbon, xarope simples de canela com açúcar mascavo, suco de limão, sidra, suco de maçã).[73]
- Slushie de sidra embriagado (bourbon, cerveja de gengibre, chá chai, suco de limão, cidra de maçã).[74]
- Slushie de cidra Bourbon (bourbon, xarope de canela e baunilha, suco de limão, sidra de maçã).[75]
- Slushie de cidra de maçã dura (uísque Fireball, canela ou Red Hots triturado, sidra de maçã).[76]

### Suco de uva
- Boozy Concord-grape ice pops (gim, bagas de zimbro, açúcar, suco de limão tahiti, suco de uva Concord).[77]
- Early morning piece (uísque Jack Daniel's, suco de laranja, suco de uva).[78]
- Enzoni cocktail (gim, campari, suco de limão siciliano, xarope simples, uvas frescas).[79]
- Episcopal punch (vodca, ginger ale, suco de uva branca com gás).[80]
- Frosty grape fizz (gim ou vodca, licor de laranja, água com gás, suco de uva roxa).[81]
- Grape ape/bling bling[82] (vodca, refrigerante de lima-limão, suco de uva).[83]
- Grape fizz (gim Seagram's grape twisted, ginger ale, suco de uva branca).[84]
- Grape quencher (vodca, triple sec, suco de limão, suco de uva).[85]
- Grape rocket (uísque, vodca, suco de uva).[86]
- Henry Joose (gim Bombay Sapphire, gim Seagram's Extra Dry, 7-up, suco de airela e maçã, suco de uva).[87]
- Jeweler's hammer (vodca, água com gás, suco de uva).[88]
- John Rocker (vodca, schnapps de pêssego, suco de uva branca).[89]
- Mardi grape (vodca de uva, suco de toranja, club soda, suco de uva).[90]
- Mardi Gras madness (vodca, suco de abacaxi, refrigerante de lima-limão, suco de uva).[91]
- Purple rain (Greenbar Tru Lemon Vodka, licor, suco de limão, suco de uva).[92]
- Transfusion (vodca, xarope de gengibre, suco de limão, cubos de gelo de suco de uva Concord e club soda).

### Suco de laranja
- Blood and sand.
- Bronx (gim, vermute vermelho doce, vermute seco, suco de laranja).
- Fuzzy navel (aguardente de pêssego, suco de laranja).
- Harvey Wallbanger (vodca, galliano, suco de laranja).
- Mimosa IBA (champanhe, suco de laranja).
- Orange tundra (vodca, cream soda, licor de café, suco de laranja).
- Screwdriver (vodca, suco de laranja).
- Sex on the beach IBA (vodca, schnapps de pêssego, suco de laranja, suco de airela).
- Ward 8 (uísque de centeio, suco de limão siciliano, suco de laranja, granadina).

### Refrigerante de gengibre
Um coquetel de refrigerante de gengibre é um coquetel com ginger ale ou cerveja de gengibre (ginger beer).
- Cider and stormy (sidra de maçã, rum escuro, cerveja de gengibre).
- Dark 'n' stormy IBA (rum e cerveja de gengibre).
- Desert healer (suco de laranja, gim, conhaque de cereja e cerveja de gengibre).
- Dirty Shirley (vodca, granadina e ginger ale).
- Ginger apple cooler (uísque de maçã, xarope de bordo, suco de limão siciliano e cerveja de gengibre).
- Ginger fizz (gim, cerveja de gengibre alcoólica, limões tahiti e coentro misturados).
- Horse's neck IBA (conhaque e ginger ale).
- Irish mule (uísque irlandês, ginger ale, suco de limão).
- Moscow mule IBA (vodca, cerveja de gengibre, suco de limão).
- Presbyterian (scotch e ginger ale).[93]
- Screwdriver mule (Smirnoff Ice Screwdriver e cerveja de gengibre).
- Stoli alibi (vodca, xarope simples de gengibre, suco de limão tahiti).[94]
- White wine ginger spritz (vinho branco seco, cerveja de gengibre, suco de limão tahiti).

### Cola
Alguns coquetéis de cola são feitos pelos cervejeiros; por exemplo, a cervejaria McAles vende uma "cola forte" que é uma bebida de malte com cola e outros sabores naturais e corante de caramelo adicionados. A Jack Daniel's e a Miller Brewing também lançaram uma cola forte, a "Black Jack Cola".
- All American (bourbon, Southern Comfort e Coca-Cola).[97]
- Batanga (tequila e Coca-Cola).
- Cuba-libre IBA (rum e Coca-Cola).
- Dirty black Russian (vodca, licor de café e Coca-Cola).
- Whiskey and Coke.
- Calimocho (vinho tinto e Coca-Cola).
- Long Island Iced Tea IBA (tequila, vodca, rum light, triple sec, gim e um toque de Coca-Cola).

### Tônica
Um coquetel tônico é um coquetel que contém xarope tônico ou água tônica. A água tônica geralmente é combinada com gim para um gim-tônica ou misturada com vodca. No entanto, ela também pode ser usada em coquetéis com conhaque, Cynar, Lillet Blanc ou Lillet Rosé, rum, tequila ou vinho do Porto branco.
- Albra (vodca, Cynar, xarope de hortelã, suco de limão siciliano, água tônica).[99]
- Cucumber cooler (gim, suco de pepino, xarope de abacaxi, suco de limão, água tônica).[100]
- Gim-tônica.[101]
- Gunga din (gim, suco de abacaxi, suco de limão, xarope simples, bagas de cardamomo, tônica).[102]
- Lavender blanc (Lillet blanc, Dolin blanc, bitters de lavanda, água tônica).[103]
- Peach fever (tequila, Bénédictine, pêssego amassado, xarope tônico).
- Tequila e tônica (tequila, água tônica, suco de limão).
- Vodca tônica (vodca, água tônica).
- Yellowjacket jubilee (gim, cordial de lavanda, xarope de gengibre, suco de limão siciliano, água com gás).[104]